# Мощёный участок

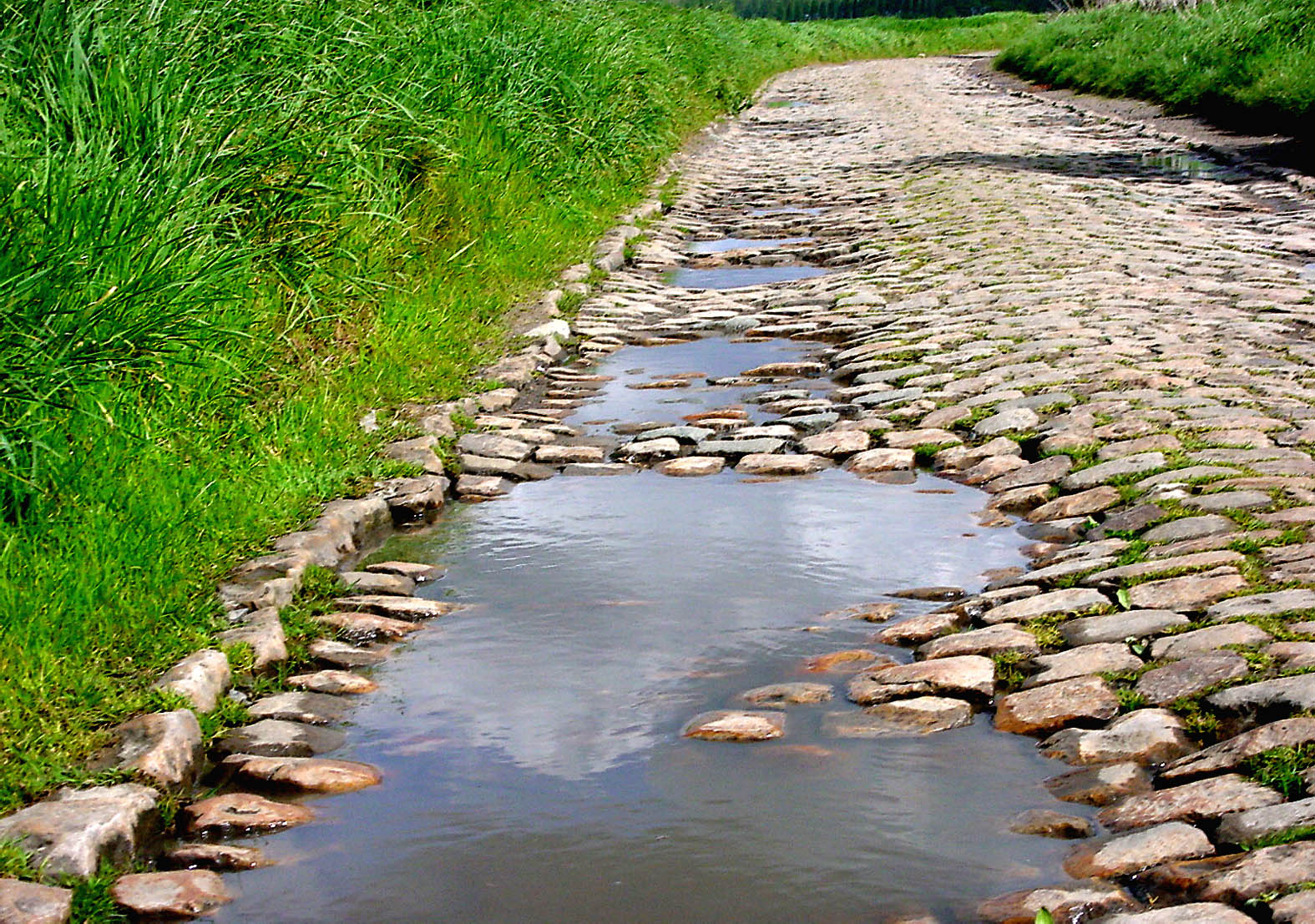
Древние булыжники на севере Франции, недалеко от Лилля (Лескен)

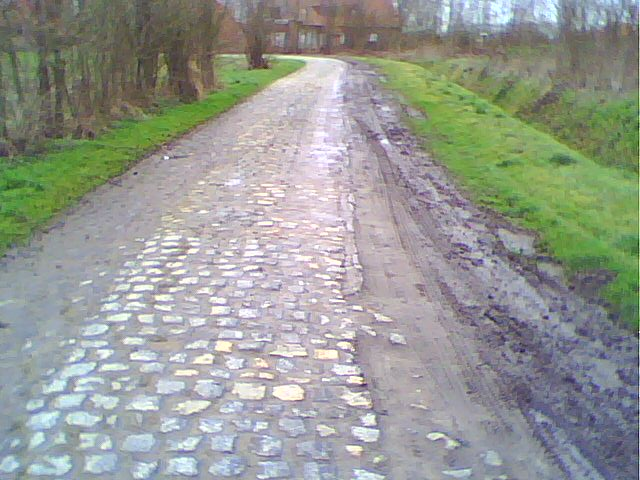
Каррефур-де-л’Арбр

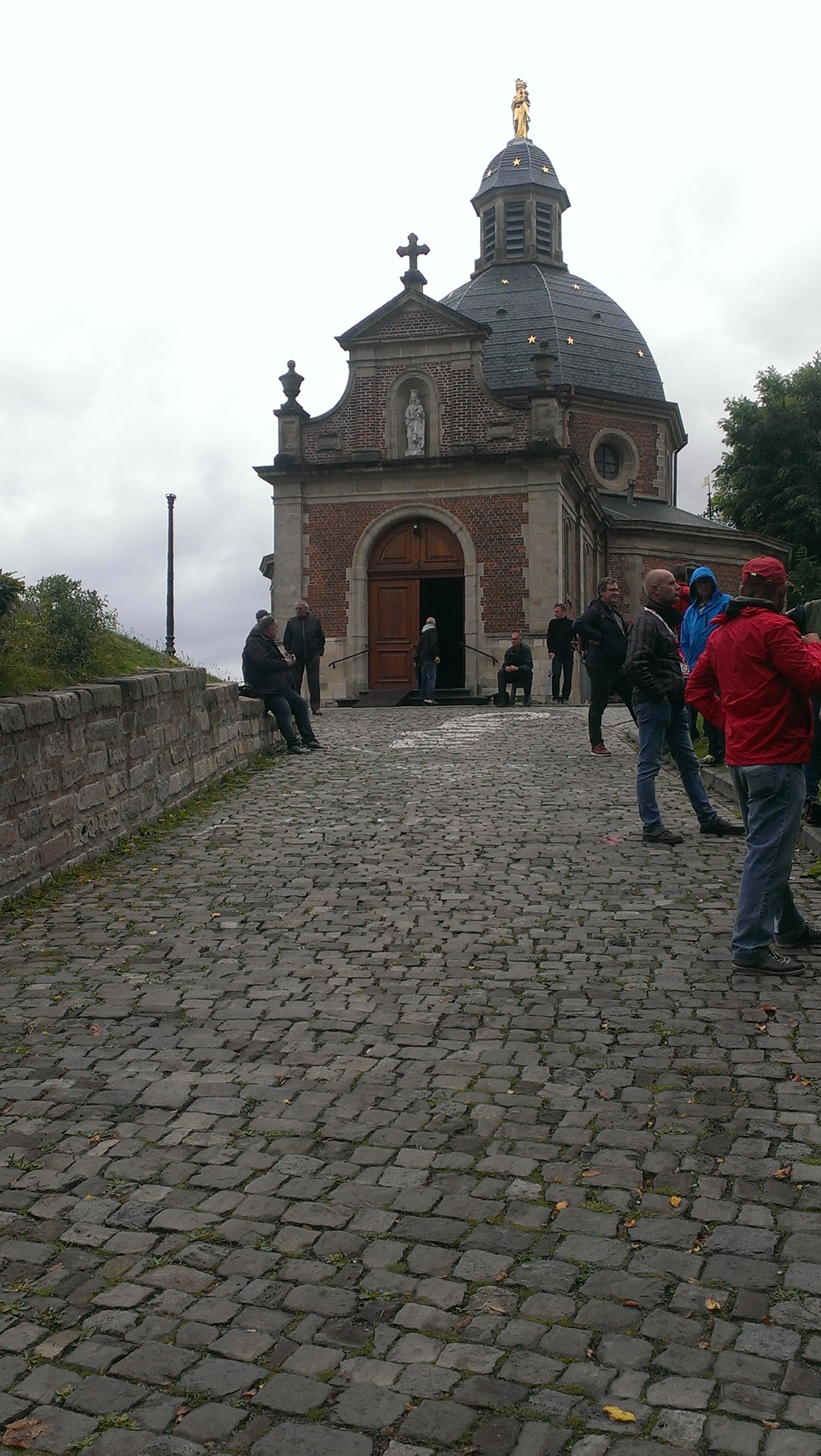
Мюр ван Герардсберген

Мощёный участок (фр. Secteur pavé, также называется брусчатым) — участок, который используется на одной или нескольких шоссейных велогонках. Его покрытие может быть как из относительно аккуратно уложенной брусчатки, которая в обычное время является частью дорожной инфраструктуры, так и из старого булыжника, участки из которого специально сохраняют в первоначальном виде исключительно для использования в гонке. Некоторые участки сочетают оба типа покрытия. В последнем случае гонщики зачастую обязаны проходить их исключительно по булыге. По своему профилю мощёные участки могут быть как равнинными, так и представлять подъёмы порой с градиентами за 10%.
Прохождение мощёных участков представляет сложность для пелотона, так как дорога на них часто узкая. Много падений происходят до их прохода из-за того, что гонщики стараются занять место в голове пелотона для последующего выбора удобной позиции на самой брусчатке. Например центральной «горбатой» части.
Мощёные участки являются одной из основных характеристик известной однодневной классической гонки «Тур Фландрии», которая проводится в Бельгии.
На главной французской однодневке «Париж — Рубе» победитель получает в качестве приза булыжник.

## Гонки с мощёными участками

### Франция
- Париж — Рубе
- Четыре дня Дюнкерка

### Бельгия
- Омлоп Хет Ниувсблад
- Кюрне — Брюссель — Кюрне
- Е3 Харелбеке
- Тур Фландрии
- Гент — Вевельгем
- Энеко Тур / БинкБанк Тур

### Нидерланды
- Делта Тур Зеландии

## Известные мощёные участки

### Франция
- Труэ-д’Аренберг
- Мон-ан-Певель
- Каррефур-де-л’Арбр

### Бельгия
- Коппенберг
- Ауде Кваремонт
- Мюр ван Герардсберген